# Мельница и крест
«Мельница и крест» (пол. Młyn i krzyż) — художественный фильм польского артхаусного режиссёра Леха Маевского. Основан на одноимённой книге Майкла Френсиса Гибсона про картину Питера Брейгеля Старшего — «Путь на Голгофу». Премьера картины состоялась 23 января 2011 года. С помощью сложных цифровых эффектов создателям фильма удалось получить яркие визуальные и живописные композиции, тем самым создав ощущение того, как картина и её герои оживают на экране.

## Сюжет
Сквозной сюжет в фильме отсутствует. Действие фильма происходит, как можно полагать, в 1564 году, когда великий нидерландский живописец и график Питер Брейгель написал свою знаменитую картину — «Путь на Голгофу». Место действия — Фландрия, которая в ту пору находилась в составе владений испанской короны.
Брейгель (Рутгер Хауэр) пытается воссоздать для своей будущей картины путь Христа на Голгофу. Перед зрителем предстают как бы все персонажи изображённые художником: это крестьяне, их дети, старики, Симон Киринеянин, который помогал нести крест, а также Дева Мария (Шарлотта Рэмплинг). За работой художника следит его друг антверпенский купец, коллекционер предметов: Николаес Йонгелинк (Майкл Йорк). По-видимому он желает приобрести картину после её создания, а Брейгель делится с другом своими рассуждениями о композиционных решениях будущего полотна.
Между тем в стране царит политический и религиозный гнёт. Против реформации во Фландрии идёт кровавая борьба, затеянная династией Габсбургов. Одного молодого человека в деревне ловят всадники в красных туниках присланные из Испании. Его приговаривают к мученической смерти за ересь, привязывают к колесу и поднимают в воздух на столбе. Прилетают вороны и выклёвывают его глаза. Жена приговорённого оплакивает мужа у столба. Через день мёртвое тело снимают. Ещё одним ярким примером жестокости испанских завоевателей служит женщина, которую легионеры хоронят заживо. Николас Йонгелинк выражает свою жёсткую критику на счёт этих чужестранцев. По его словам он не может смириться с таким своеволием и действия этих солдат лишают людей последних сил, что это вызов гордости христианскому смирению и здравому смыслу.
Брейгель по сути тоже простой крестьянин. Зритель видит его семью, молодую и красивую жену и нескольких шаловливых детей. Художник берёт свой большой альбом с рисунками и эскизами, блуждает по деревне строя свою композицию картины, как паук плетя свою паутину. Йонгелинку он объясняет, что в картине люди несущие Христа на распятие, будут испанские легионеры, а вместо господа, которого на картинах изображают в облаках, будет мельник, стоящий около своей огромной мельницы, которая расположена высоко на горе.
Далее идёт крестовый ход Христа и мысли Марии о своём сыне, который пришёл на землю, чтобы спасти мир. С начала люди слушали его, внимали ему, а теперь требуют его казни. Когда Христа несут на распятие в сопровождении всех жителей деревни, на вопрос Йонгелинка, как художник изобразит этот момент, последний даёт рукой знак мельнику, тот тоже поднимает руку и мельница прекращает вертеться. Время будто останавливается, все замирают, и Брейгель ловит свой момент. После того, как тело Христа снимают с креста и относят в пещеру, начинается ливень и буря. На следующее утро все крестьяне в радостном настроении под музыку пускаются в пляс. В последней сцене на экране появляется шедевр Питера Брейгеля — «Путь на Голгофу» в Музее истории искусств в Вене.

## В ролях
- Рутгер Хауэр — Питер Брейгель Старший
- Майкл Йорк — Николаес Йонгелинк[англ.]
- Шарлотта Рэмплинг — Дева Мария
- Иоа́нна Литвин — жена Брейгеля
- Мариан Макула — мельник
- Дорота Лис — Саския Йонгелинк
- Бартош Капович — распятый
- Войцех Миеркулов — Иоанн
- Рута Кубас — Есфирь
- Ян Вартак — Симон

## История создания и производство

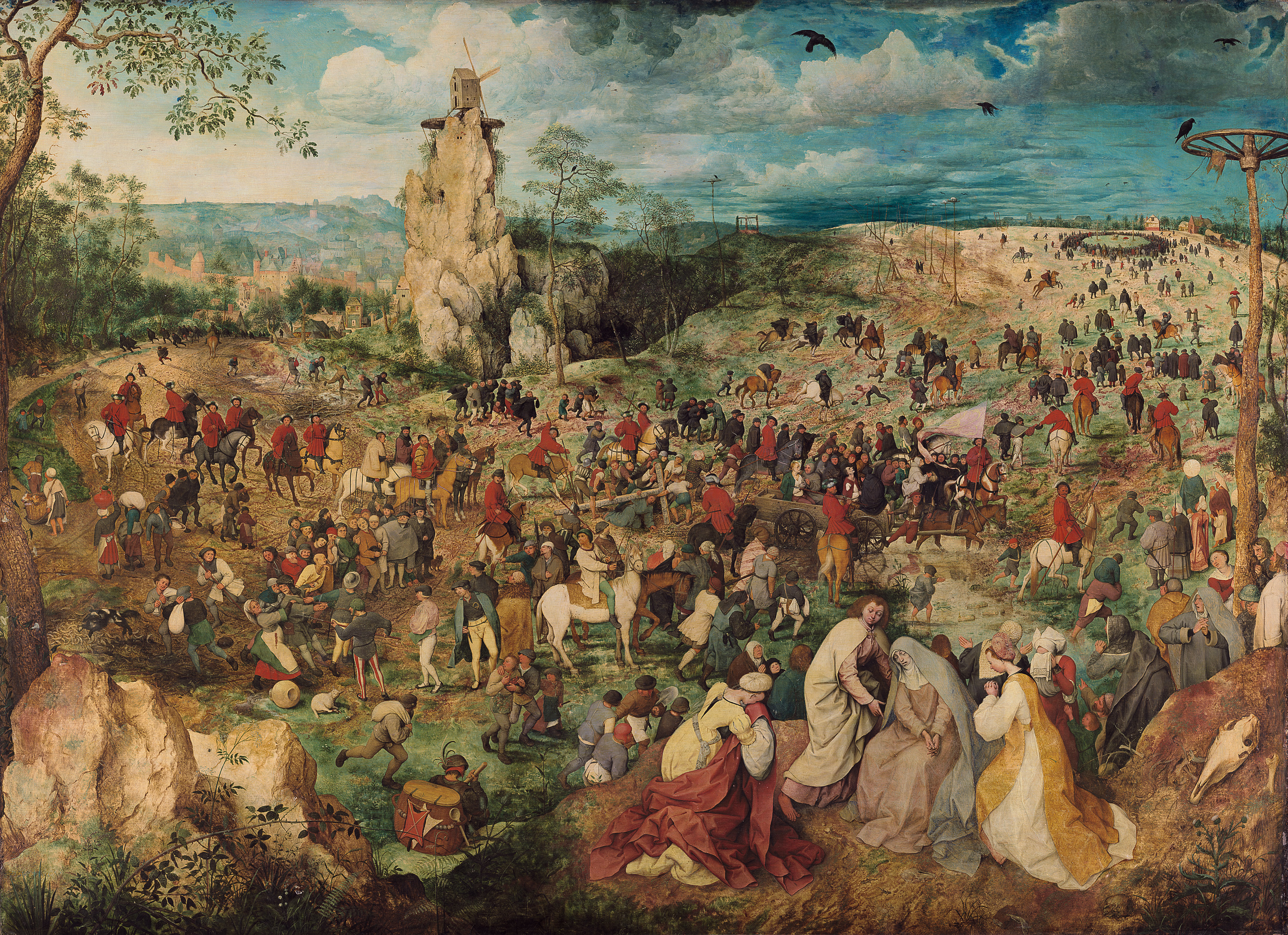
«Путь на Голгофу» Питера Брейгеля Старшего

Основой для фильма стало эссе опубликованное в виде книги в 1996 году, а на английском в 2001 году — «Мельница и крест». Автором книги, критик и искусствовед Майкл Френсис Гибсон, был восхищён фильмом Леха Маевского «Ангелюс», снятым в 2000 году, и предложил кинорежиссёру снять документальную картину о крестном ходе Иисуса Христа, а именно про картину Брейгеля, а за основу взять его эссе. Будучи художником по профессии, Маевский решил взяться за работу над фильмом, но не документального, а художественного.
Съёмки фильма начались в октябре 2008 года в Силезии. Для участие в картине туда прибыли знаменитости мирового кино. Маевский выходит из своего привычного стиля съёмки и устраивает масштабные киносъёмки. Он использует новые компьютерные технологии и трёхмерную графику. В целом производство фильма длилось три года. Съёмки продлились почти год, и два года потребовалось для создания и редактирования кадров. Съёмки проходили в Польше, Чехии, а также некоторые кадры, например, кадры неба были сняты в Новой Зеландии. Изображения в фильме созданы путём объединения записанных фрагментов с использованием компьютерных технологий. В некоторых случаях реально снятые и живописные изображения были объединены. Из картины Брейгеля тоже были «вырезаны» какие-то фрагменты и объединены в общий кадр. Основное финансирование поступало от Польского телевидения и Польского института кинематографии. Общий бюджет фильма составил 4,2 млн. злотых (1,1 млн евро). В создании кинофильма приняли участие и другие кинокомпании, например Arkana Studio и шведская Bokomotiv. Съёмки проекта завершились в августе 2009 года. Премьера состоялась 23 января 2011 года на кинофестивале «Сандэнс». В дальнейшем картина была куплена многими странами. Маевский описывает это так: «Очень благоприятный отзыв оставил еженедельник „Variety“. Эффект заключается в том, что у нас есть кинопрокат в США и Канаде. Фильм был куплен японцами, французами, немцами, испанцами и рядом других стран. Меня пригласили на венецианскую Биеннале. А 31 марта в Национальном музее в Кракове откроется ретроспектива моих работ сделанных за последние одиннадцать лет, в том числе в данный момент демонстрируемая в Лувре, видеоарт из серии „Упражнения Брейгеля“».
По заявлению Маевского в другом интервью, он с большим энтузиазмом жил открытием Брейгеля во главе с искусствоведом Майклом Френсисом Гибсоном. Режиссёр считает Брейгеля «величайшим философом среди художников», а его работы напоминают ему фильмы Феллини. Учитывая взгляды Гибсона, Маевский заявляет, что было бы невозможно найти столько историй, которые можно рассказать на картине двадцатого века. Это породило желание вернуться к «гигантам» прошлого, и неудивительно, что теперь, когда он завершил «Цвета страсти», он начал работать над новым проектом, который связан с Данте Алигьери.

## Критика и отзывы

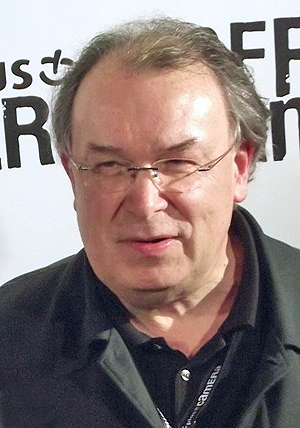
Режиссёр фильма Лех Маевский

В целом картина получила благоприятные отзывы и оценки. На сайте Rotten Tomatoes фильм имеет рейтинг 78 % на основе 41-го отзыва
. Основываясь на 17-й критиках сайт Metacritic дал оценку 80 из 100. На IMDb рейтинг составляет 6,9 % из 10.
Известный американский кинокритик и телеведущий Роджер Эберт дал фильму четыре звезды из четырёх и написал следующее: «Это такой фильм, перед которым слова замолкают. „Мельница и Крест“ содержит мало диалогов и это достаточно просто. Он входит в мир живописи и человека, который его нарисовал. Если вы увидели даже только начальные кадры, вы никогда их не забудете. Они открываются на известной картине, а внутри картины несколько фигур движутся и гуляют. Мы встретимся с некоторыми этими людьми более подробно… Это фильм о прекрасной красоте и внимании, и его просмотр — это форма медитации. Иногда фильмы дают возможность сделать большой шаг за пределы узкого пространства повествовательной традиции и дают нам что-то для размышления. В основном о чём я думал, почему человек может быть таким жестоким?».
Критик Торстен Крюгер написал в «kino.de»: «Вместо того, чтобы распространять костюмированную диопсию о гении и заблуждении художника перед обычным историческим фоном, Маевский выбрал радикальный, увлекательный подход, который рождает непревзойдённый художественный фильм. С самого начала камера погружается в грубую природную идиллию Фландрии в 1564 году, с уважением просматривает образы натюрмортов крестян и туманными пейзажами, вызывает в воображении сказочную атмосферу и наслаждается ею в обширном спокойствии. Из более чем 500 фигур гигантского полотна, Маевский выбирает дюжину, чья ежедневная работа во дворах, полях и на рынках изображает его в подробном натурализме — неясном, но лирическом. Он создаёт почти бездействующую картинную выставку в приглушённых цветах, где много непрямого естественного света и тёмных тонов. В течение долгого времени он позволяет изображениям и звукам говорить самим за себя, пока коллекционер произведений искусства Николаес Йонгелинк (Майкл Йорк) не говорит о гнёте испанцев, а художник Брейгель (Рутгер Хауэр) о происхождении и приближении своего образа к Девы Марии (Шарлотты Рэмплинг), её монолог о смерти Иисуса».
Барбара Холлендер из «Речь Посполита» пишет следующее: «Как и Брейгель на картине, Маевский делает страсть Христа событием, почти незаметным для его современников. Страдания распятого Христа здесь сочетаются со страданиями мальчика, которого пытали солдаты». По словам Катарины Новаковской фильм Маевского — это бунт против современной культуры изображений, которая окружает нас тысячами изображений, но предлагает нам только эпидермальное, поверхностное и механическое прочтение этих знаковых знаков. По её мнению картина, и фильм полны персонажей, которые требуют усилий для правильного чтения и Маевский, как голландский художник, насыщает свою картину различным содержанием, перекладывая бремя проникновения в суть зрителя и связывая все это в связном повествовании.
Магдалена Лебецка из ежемесячника «Кино» отозвалась о картине так: «Будучи генетический Брейгельевским произведением, которое выросло на основе его живописного воображения и в определённой им форме, оно также является квинтэссенцией кино Леха Маевского». Из большинства рецензий, например из польской прессы, следует полагать, что все обратили внимание на изысканную форму и богатство исторических деталей в фильме. «Используя новейшие технологии, он открывает большие возможности кино», — добавляет Б. Холлендер.
Были так же и неоднозначные мнения. Деннис Харви из американского еженедельника «Variety» написал: «Хотя это и не совсем реалистичное упражнение, а именно скажем как в „Девушке с жемчужной серьёжкой“, фильм с любовью и подробно описывает деревенскую жизнь Фландрии». Нил Янг из журнала «The Hollywood Reporter» высоко оценил техническую оснащённость фильма, но назвал его «амбициозным, но удручающе поверхностным» и ещё назвал диалоги на английском языке «в основном неловкими».

## Награды
Данные приведены из сайта Internet Movie Database.
- 2011 — приз жюри за лучший художественный фильм на Международном кинофестивале Lume (Лех Маевский)[18].
- 2011 — «Золотые львы» за лучшую работу художника-постановщика (Марсель Славиньский и Катажина Собанска-Стрзалковска), лучший дизайн костюмов (Дорота Рокепло), лучший звук (Лех Маевский и Збигнев Малецкий) и Специальный приз жюри Леху Маевскому на ежигодном Гдыньском кинофестивале[19].
- 2011 — «Специальное упоминание» в Круге кинокритиков Сан-Франциско[19].
- 2011 — премия «Asecan» за лучший фильм (Лех Маевский) на Севильском европейском кинофестивале[20].
- 2012 — лучшая работа художника-постановщика на Международной премии Cinephile Society (Марсель Славиньский и Катажина Собанска-Стрзалковска)[21].
- 2012 — премия «Орлы» за лучший дизайн костюмов (Дорота Рокепло) и лучшую работа художника-постановщика (Марсель Славиньский и Катажина Собанска-Стрзалковска) на ежегодной премии «Орлы» Польской киноакадемии[19].